# Wolfgang Kreissl-Dörfler
Wolfgang Kreissl-Doerfler este un om politic german, membru al Parlamentului European în perioada 1994-2014 din partea Germaniei.
1. ↑  Deputații în Parlamentul European